# People of the Sun
People Of The Sun – drugi singel amerykańskiej grupy Rage Against the Machine z albumu Evil Empire wydany w 1996. Piosenka o zapatystach.

## Lista utworów
1. „People of the Sun”
2. „Zapata's Blood (Live)”
3. „Without a Face”

## Lista utworów na EP
1. People of The Sun – 2:30
2. Without a Face (live) – 4:07
3. Intro (Black Steel in the House of Chaos) (live) – 3:37
4. Zapata's Blood (live) – 3:47

### Strona B
1. Bulls on Parade – 3:48
2. Hadda Be Playing on the Jukebox (live) – 8:09